# VenusBlood
『VenusBlood』(ヴィーナスブラッド)は2007年4月20日にDualMageより発売された姉妹姫触手調教SLGである。

## 概要
dualtailブランド(当時はDualMage)の第一作目であり、『Venus Blood』シリーズの第一作目。
様々な種類の触手を使い分け、ヒロインたちを性奴隷に仕立て上げるシミュレーションゲーム。ヒロインたちから得た魔力は儀式に使うほか、調教をパワーアップさせることもできる。
当初はninetailブランドの二作目として製作されていたが、ninetailブランド第一作目の『機械仕掛けのイヴ』が予想をはるかに超えて好評であり、陵辱ゲームが受け入れられるか不明だったため、新たな姉妹ブランドのDualMageを立ち上げて発売する形となった。

## ストーリー
かつて魔神によって冒された瘴気の大地は、聖樹の周囲のごくわずかな土地のみが人々が住めるオアシスとなっていた。
フォートリンデ聖樹国家は第一王女のアルフィナと第二王女のユーフィの姉妹姫と聖樹ディヴァイン・シャフトに守られた宗教国家である。
主人公レナードは王国に仕える大神官補佐でありながら、とある事情からこの国を憎んでいた。そんな彼の前に現れた女悪魔レイアーは彼に失われた右腕と復讐の方法を授ける。
そして聖樹を汚染させるグランド・フォール(大奈落堕ち)が始まった。

## 登場人物
レナード・ランディア
身長 - 180cm
本作の主人公。表向きは敬遠な聖職者であるが、医者であった両親が冤罪によって殺された過去から、フォートリンデ聖樹国家を強く憎んでいる。かつては心優しい少年であり、アルフィナ、ユーフィとも仲がよく、二人からも慕われていた。幼い頃にかかった病によって右腕を失っていたが、現在はレイアーから触手になる魔族の腕を得ている。
アルフィメリア・ヴォーデンバーグ
声 - 早乙女綾
身長 - 164cm、B87/W56/H84
フォートリンデ聖樹国家第一王女。愛称はアルフィナ。戦略家であると同時に聖騎士の二つ名を持つほどの武芸の達人。厳しい物言いだが、レナードのことを信頼している。
ユーフィリア・ヴォーデンバーグ
声 - 咲ゆたか
身長 - 148cm、B74/W53/H71
フォートリンデ聖樹国家第二王女。愛称はユーフィ。聖樹に祈りをささげる神姫の任につく少女。歴代の神姫でも類稀な力を持っている。箱入り娘のように育てられたため、人を疑うことを知らず、一般人と感覚がずれている部分がある。レナードに対して淡い恋心を抱いている。
レイアー
声 - 深井晴花
身長 - 168cm、B91/W58/H88
レナードの参謀であり、彼に魔族の腕を与えた女悪魔。表向きはレナードの部下の神官として振舞っている。並の人間では太刀打ちできないほどの力を持つが、謀略や姦計を好む。
ミアン・スチュアート
声 - 千房こまめ
身長 - 158cm、B79/W58/H83
ユーフィ付きの侍女。実はユーフィの護衛でもあり、万が一の時はユーフィを殺す命令も受けている。ユーフィに対して敬愛以上の想いを抱いている。
ファイナ・ヴォーデンバーグ
声 - 和葉
身長 - 160cm、B95/W60/H88
フォートリンデ聖樹国家王妃。後妻であり、アルフィナ、ユーフィとは血のつながりがなく、微妙な関係となっていたのをレナードにつかれ篭絡されてしまう。

## スタッフ
- 原画 - トシゾー、丹下ゲンタ
- 企画 - DualMage
- ディレクション - け～まる
- シナリオ - 板皮類
- スクリプト - 三軒茶屋